# Schroeder
Schroeder là một đô thị thuộc bang Santa Catarina, Brasil. Đô thị này có diện tích 143,818 km², dân số năm 2007 là 12776 người, mật độ 81,9 người/km².